# Sassacus resplendens
Sassacus resplendens là một loài nhện trong họ Salticidae.
Loài này thuộc chi Sassacus. Sassacus resplendens được Eugène Simon miêu tả năm 1901.